# Antezana de la Ribera
Antezana de la Ribera es un concejo del municipio de Ribera Alta, en la provincia de Álava, País Vasco (España).

## Localización y accesos
Está situado en la ladera este de Montemayor, a 25 Kilómetros de Vitoria en la carretera A-3310 entre Manzanos y Pobes.

## Despoblado
Forma parte del concejo el despoblado de:
- Ribamartín.[1]

## Demografía
| Gráfica de evolución demográfica de Antezana de la Ribera entre 2000 y 2017 |
|                                                                             |
| Población de derecho según los censos de población del INE.                 |

## Patrimonio

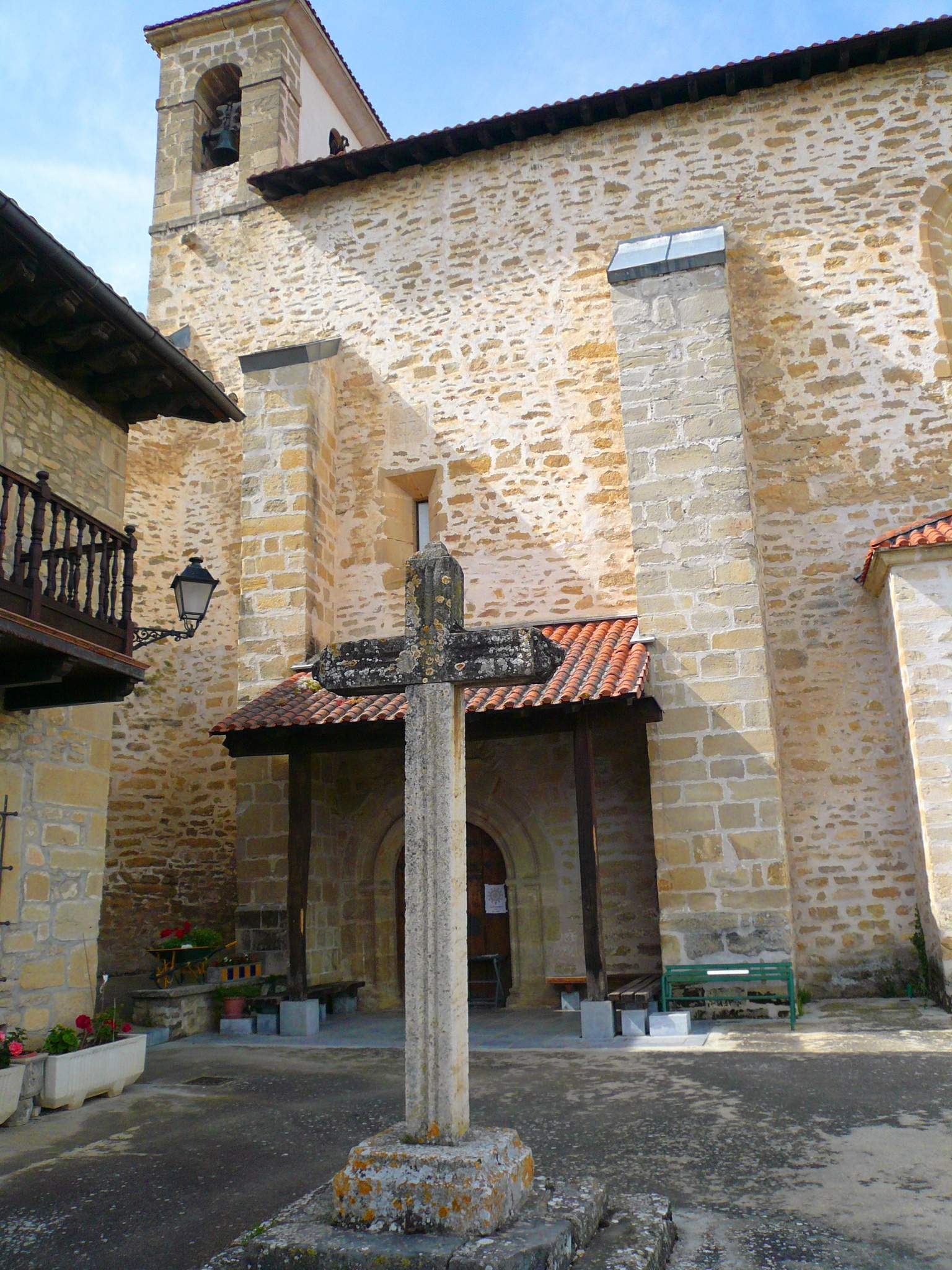
Iglesia de N. S. de la Asunción

Posee una iglesia dedicada a Nuestra Señora de la Asunción. El altar es de estilo churriguiresco, flanqueado por unas pinturas restauradas. La entrada a la capilla de San Andrés está guardada por una verja que data del año 1576. Dispone también de un confesionario. 
En mayo y septiembre se celebra romería hasta la ermita de Nuestra Señora de la Alegría situada en la parte alta del pueblo. Se divisan hasta otros diez pueblos pertenecientes al municipio y al Condado de Treviño.

## Economía
El amplio monte que forma parte de su jurisdicción -575 hectáreas- está formado por pinos y encinas salpicadas de robles. El resto -300 hectáreas- son tierras de cultivo.